# Hortobágy nationalpark
Hortobágy, ungerska: Hortobágyi Nemzeti Park, är en del av Alföld (Stora slättlandet) i östra  Ungern, nära Debrecen. Den ligger i den nordöstra delen av landet, 150 km öster om huvudstaden Budapest. Hortobágy nationalpark ligger 86 meter över havet. Den ligger vid sjön Hortobágyi-halastó.
Sedan 1973 är Hortobágy nationalpark en nationalpark och Ungerns största skyddade område. Nationalparken sattes 1999 upp på Unescos Världsarvslista.
Det liknar en stäpp, en grässlätt med nötkreatur, får, oxar, hästar och herdar. Därtill är området habitat för olika arter (342 fågelarter har registrerats där).
Terrängen runt Hortobágy National Park är mycket platt. Runt Hortobágy National Park är det glesbefolkat, med 8 invånare per kvadratkilometer. Närmaste större samhälle är Balmazújváros, 18,8 km öster om Hortobágy National Park. Trakten runt Hortobágy National Park består till största delen av jordbruksmark.
Trakten ingår i den hemiboreala klimatzonen. Årsmedeltemperaturen i trakten är 10 °C. Den varmaste månaden är juli, då medeltemperaturen är 24 °C, och den kallaste är december, med −5 °C. Genomsnittlig årsnederbörd är 720 millimeter. Den regnigaste månaden är maj, med i genomsnitt 80 mm nederbörd, och den torraste är augusti, med 35 mm nederbörd.